# La mujer barbuda (Magdalena Ventura con su marido)
La mujer barbuda (Magdalena Ventura con su marido) es un cuadro de José de Ribera, «El Españoleto», pintado al óleo sobre lienzo con unas dimensiones de 196 x 127 cm. Datada en 1631, forma parte de la colección de la Fundación Casa Ducal de Medinaceli y actualmente se conserva en el Museo del Prado en Madrid.

## Historia
El cuadro fue un encargo del mecenas habitual de Ribera, Fernando Afán de Ribera y Téllez-Girón, Duque de Alcalá y Virrey de Nápoles, quien al enterarse de la existencia de la mujer la invitó personalmente a su palacio de Nápoles para que fuera retratada por el artista, siguiendo la costumbre de la pintura española de los siglos XVI y XVII de retratar enanos y personas con cuerpos inusuales.
El cuadro pasó luego por herencia a la colección del Duque de Medinaceli hasta 1808, año en que fue sacado para ser expuesto en el Museo Napoleón de París. Cinco años más tarde, por orden de Luis XVIII, el cuadro fue devuelto a España y permaneció en la Academia de San Fernando de Madrid hasta 1829, cuando fue recuperado por sus legítimos propietarios. Hoy día se encuentra en el Museo del Prado en Madrid en calidad de depósito.

## Descripción y estilo
En las lápidas que se pueden ver a la derecha, una larga inscripción escrita en latín titulada "El gran milagro de la naturaleza", nos da detalles sobre la historia de la mujer representada. Se trata de Maddalena Ventura nacida en Accumoli en la región italiana de los Abruzos que posa a la edad de 52 años junto a su marido, Felice d'Amici, y el menor de sus tres hijos. Maddalena se mudó a Nápoles después de que a los 37 años le comenzara a crecer la barba y el pelo junto a otros síntomas de masculinización como la calvicie o la voz grave. Casi sin duda se trataría de en un caso de lo que hoy en día se conoce como hirsutismo.
También, en la parte final de la inscripción, aparece la firma y la fecha de realización del cuadro junto a otros detalles del encargo.
"JOSEPHVS DE RIBERA HIS / PANVS CHRIST! CRUCE / INSIGNIWS SVI TEM /PORIS ALTER APELLES /JVSSV FERDWANDI II / DVCIS III DE ALCALA/ NEAPOLI PROREGIS AD / VIVVM MIRE DEPINXIT / XIII CALEND.MART. / ANNO ClDDCXXXl"
Puede verse el nombre de José de Ribera latinizado que se identifica como miembro de la Orden de la Cruz de Cristo. También se autodenomina "el otro Apeles"(Poris alter Apelles) en referencia al gran pintor coetáneo de Alejandro Magno y compara a su patrón, el duque de Alcalá, con el ilustre conquistador. Por último, nos cuenta que pintó el cuadro al natural, por encargo del virrey de Nápoles, el 16 de febrero de 1631.
Ribera, siguiendo un estilo Caravaggista, utiliza intensos juegos de luces y sombras que junto a una exposición natural y digna de los personajes, impregna a la obra de una enorme humanidad. Podría considerarse una obra documental.
También es destacable el fragmento de naturaleza muerta encima de la lápida donde se puede ver un huso y una concha, símbolo del hermafroditismo. 